# Epipterygium tozeri
Epipterygium tozeri är en bladmossart som beskrevs av Lindberg 1865. Epipterygium tozeri ingår i släktet Epipterygium och familjen Bryaceae. Inga underarter finns listade i Catalogue of Life.